# Rhynchonellata
Rhynchonellata è una classe di Brachiopoda che associa ordini di Rhynchonelliformea (corrispondente ad una revisione della classe Articulata) con un'attaccatura del peduncolo ben sviluppata. I brachiopodi Rhynchonellata sono presenti sin dal Cambriano inferiore fino ai giorni nostri.
Le forme delle conchiglie variano dall'essere globalmente lisce ad avere strie fortemente marcate, dal possedere cerniere con larghi dentelli a praticamente nessuna cerniera. La maggioranza è biconvessa. I lofofori variano e possono avere sia la forma a disco che spiralata. Anche se vi sono queste numerose differenze morfologiche nell'ordine, tutte le specie sono filogeneticamente consistenti.

## Ordini
Gli rdini assegnati a Rhynchonellata, in sequenza temporale di apparizione, includono:
- Protorthida: Cambriano inferiore - Devoniano superiore
- Orthida: Cambriano inferiore - Perminano superiore
- Pentamerida: Cambriano medio - Devoniano superiore
- Atrypida: Ordoviciano inferiore - Devoniano superiore
- Rhynchonellida: Ordoviciano inferiore - recente
- Spiriferida: Ordoviciano superiore - Permiano superiore
- Athyridida: Ordoviciano superiore - Giurassico inferiore
- Spiriferinida: Devoniano inferiore - Giurassico inferiore
- Terebratulida: Devoniano inferiore - recente
- Thecideida:  Triassico superiore - recente

Atrypida, Athyridida, Spiriferida e Spiriferinida erano un tempo considerati sottordini di Spiriferida: tutti hanno lofofori a spirale. Negli altri ordini, i tentacoli ciliati sono disposti a disco.
Orthida e Spiriferida possiedono due larghe cerniere fra le due valve articolate. Pentamerida, Terebratulida, Atrypida e Athyridida hanno invece cerniere strette. Alcune conchiglie, come nelle Rhynchonellida e Spiriferida, possono avere pieghe molto pronunciate, con una linea dorsale mediana e solchi. Altre invece, come le Spiriferinida e Terebratulida, hanno una conchiglia liscia. La maggioranza delle conchiglie non hanno la perforazione nota come punctae, tranne in alcune specie di Orthida e Rhynchonellida.